# Hillcrest Park
Hillcrest Park és un parc situat a Riley Park–Little Mountain, un barri de la ciutat de Vancouver (Colúmbia Britànica, Canadà).
El parc fou inaugurat l'any 1888 i actualment acull en la seva superíficie el Nat Bailey Stadium, seu de l'equip de beisbol Vancouver Canadians; el Millennium Sports Centre, seu del Phoenix Gymnastics Club i del Pacific Indoor Bowls Club; així com les instal·lacions del Vancouver Racquets Club i del Vancouver Curling Club. Per la celebració dels Jocs Olímpics d'Hivern de 2010, realitzats a Vancouver, es remodelà la superífices del parc, creant-se el Centre Olímpic/Paralímpic de Vancouver, seu de la competició de cúrling durant la celebració dels Jocs.